# جينيسيو (نيويورك)
جينيسيو (بالإنجليزية: Geneseo, New York)‏ هي بلدة أمريكية تقع في الولايات المتحدة في مقاطعة ليفينغستون، نيويورك. يقدر عدد سكانها بـ 9,654 نسمة ومساحتها 117.1 كم2 ووترتفع عن سطح البحر 277 متر.

## المناخ
يظهر الجدول التالي التغييرات المناخية على مدار السنة لجينيسيو:
| البيانات المناخية لـجينيسيو       | البيانات المناخية لـجينيسيو | البيانات المناخية لـجينيسيو | البيانات المناخية لـجينيسيو | البيانات المناخية لـجينيسيو | البيانات المناخية لـجينيسيو | البيانات المناخية لـجينيسيو | البيانات المناخية لـجينيسيو | البيانات المناخية لـجينيسيو | البيانات المناخية لـجينيسيو | البيانات المناخية لـجينيسيو | البيانات المناخية لـجينيسيو | البيانات المناخية لـجينيسيو | البيانات المناخية لـجينيسيو |
| الشهر                             | يناير                       | فبراير                      | مارس                        | أبريل                       | مايو                        | يونيو                       | يوليو                       | أغسطس                       | سبتمبر                      | أكتوبر                      | نوفمبر                      | ديسمبر                      | المعدل السنوي               |
| --------------------------------- | --------------------------- | --------------------------- | --------------------------- | --------------------------- | --------------------------- | --------------------------- | --------------------------- | --------------------------- | --------------------------- | --------------------------- | --------------------------- | --------------------------- | --------------------------- |
| الدرجة القصوى °ف (°م)             | 67 (19)                     | 72 (22)                     | 84 (29)                     | 91 (33)                     | 92 (33)                     | 95 (35)                     | 99 (37)                     | 97 (36)                     | 94 (34)                     | 83 (28)                     | 77 (25)                     | 71 (22)                     | 99 (37)                     |
| متوسط درجة الحرارة الكبرى °ف (°م) | 32 (0)                      | 34 (1)                      | 42 (6)                      | 55 (13)                     | 68 (20)                     | 77 (25)                     | 81 (27)                     | 79 (26)                     | 71 (22)                     | 60 (16)                     | 48 (9)                      | 37 (3)                      | 57 (14)                     |
| المتوسط اليومي °ف (°م)            | 24 (−4)                     | 26 (−3)                     | 34 (1)                      | 46 (8)                      | 58 (14)                     | 66 (19)                     | 71 (22)                     | 69 (21)                     | 62 (17)                     | 51 (11)                     | 40 (4)                      | 30 (−1)                     | 47.2 (8.4)                  |
| متوسط درجة الحرارة الصغرى °ف (°م) | 16 (−9)                     | 16 (−9)                     | 24 (−4)                     | 34 (1)                      | 45 (7)                      | 55 (13)                     | 59 (15)                     | 57 (14)                     | 50 (10)                     | 39 (4)                      | 32 (0)                      | 22 (−6)                     | 37 (3)                      |
| أدنى درجة حرارة °ف (°م)           | −24 (−31)                   | −13 (−25)                   | −9 (−23)                    | 11 (−12)                    | 29 (−2)                     | 35 (2)                      | 45 (7)                      | 37 (3)                      | 28 (−2)                     | 21 (−6)                     | 11 (−12)                    | −7 (−22)                    | −24 (−31)                   |
| الهطول إنش (مم)                   | 1.57 (40)                   | 1.42 (36)                   | 2.20 (56)                   | 2.48 (63)                   | 3.00 (76)                   | 3.75 (95)                   | 3.78 (96)                   | 3.18 (81)                   | 3.20 (81)                   | 2.56 (65)                   | 2.45 (62)                   | 1.93 (49)                   | 31.52 (801)                 |
| المصدر: The Weather Channel       |                             |                             |                             |                             |                             |                             |                             |                             |                             |                             |                             |                             |                             |

## أعلام
- إيليزا إيملي تشابيل بورتر
- فيليب كوشران
- جوناثان هوميروس لين
- جيمس إس. وادزورث
- كارول هارتر
- وينفريد غرينوود
- كرايغ وادزورث